# Фарби УФ-затвердіння
Фарби ультрафіолетового затвердіння (енергетично закріплювані фарби, фарби УФ-затвердіння) — фарби, що містять речовини, які реагують на дію УФ-випромінювання, висихають під дією УФ-випромінювання.
Застосовуються у різних видах друку (трафаретний друк, флексографія, офсет) для високоякісного відтворення растрової графіки. Мають жорстку структуру, стійкі до стирання, дії вологи, випромінювань.
Для закріплення таких фарб у процесі друку використовують ультрафіолетові лампи — висихання відбувається швидше, ніж для інших видів фарб. Це дозволяє краще контролювати процес висихання і наносити фарбу товщим шаром. Надруковані такими фарбами відбитки можна піддавати післядрукувальній обробці одразу після того, як вони вийшли з друкарської машини. Зникає необхідність викладати відбитки на стелажі для просушування.
Фарби на основі розчинників (сольвентні) застигають (твердіють) прямо на друкарській формі, забиваючи собою найдрібніші точки растру, що призводить до зникнення деталей у світлих ділянках відбитку, застигають на валиках, забруднюючи їх. З фарбами УФ-затвердіння такого не відбувається, оскільки вони висихають тільки під дією випромінювання. З іншого боку, це означає, що якщо фарби не висохли під дією випромінювання, то вони не висохнуть ніколи.
Друк фарбами УФ-затвердіння дозволяє досягти високих результатів у процесі друку навіть повнокольорових зображень. Завдяки швидкому закріпленню фарба не розтікається, не виходить за межі точки, розподіл фарби більш рівномірний. Ми можемо наносити фарбу товстим шаром, що збільшує оптичну щільність відбитку.
Фарби УФ-затвердіння можуть бути токсичними, не усіма такими фарбами можна друкувати на упаковці для харчових продуктів. На відміну від сольвентних, фарби УФ-затвердіння не виділяють в повітря розчинники, але під час роботи ламп утворюється озон, який є токсичним у великих кількостях.
Існують також лаки УФ-затвердіння.